# Verdoejo
Verdoejo ist eine Gemeinde (Freguesia) im nordportugiesischen Kreis Valença der Unterregion Minho-Lima.

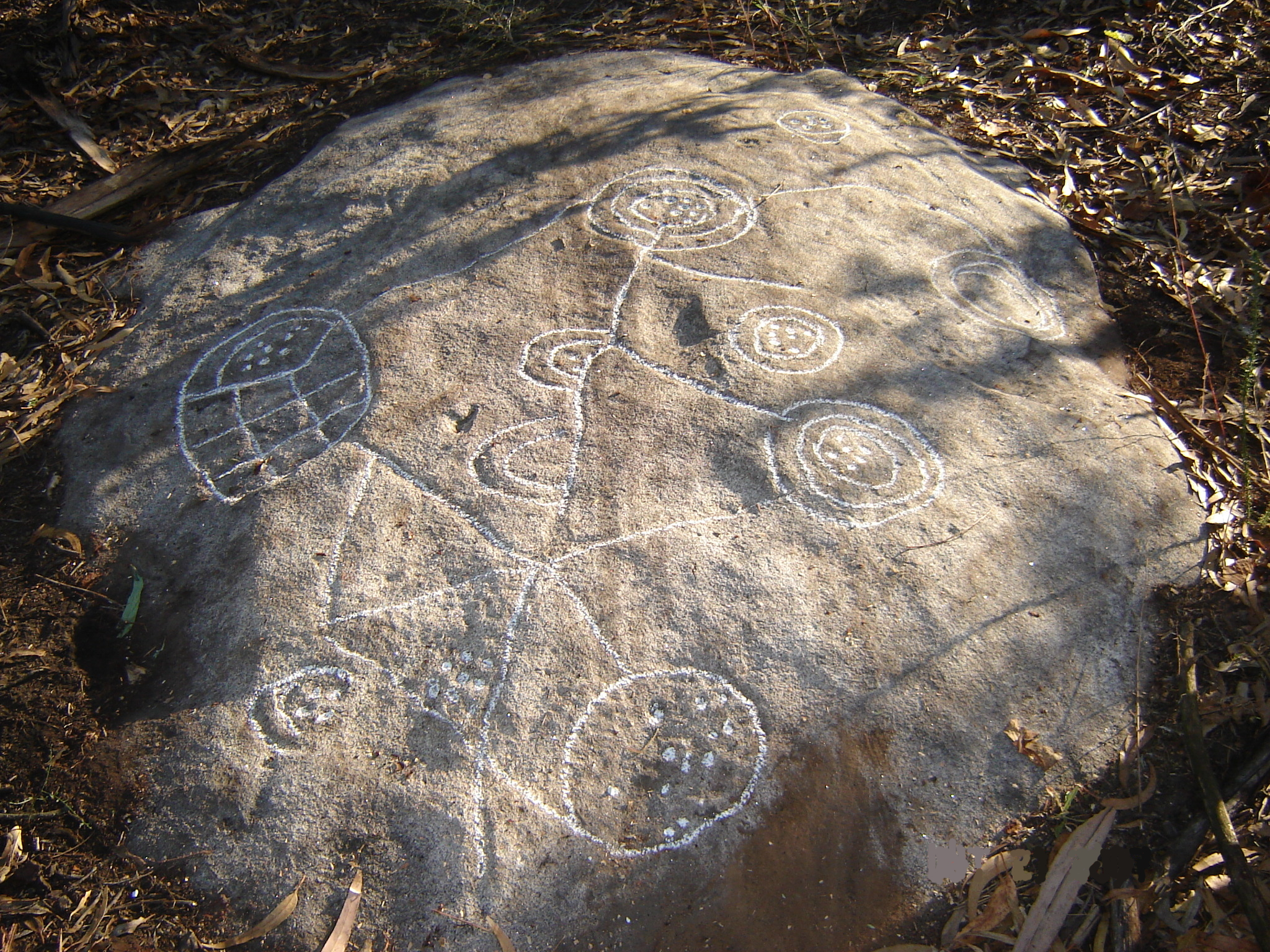
Archäologische Funde in Verdoejo

In ihr leben 573 Einwohner (Stand 19. April 2021).